# Klas Abrahamsson
Klas Henrik Jörgen Abrahamsson, född 12 januari 1969 i Malmö, är en svensk författare och regissör.

## Karriär
Abrahamsson har sedan början av 1990-talet varit aktiv främst som dramatiker. Flera pjäser har även spelats internationellt, och hans dramatik finns översatt till bland annat danska, norska, tyska, engelska och estniska. Som regissör har han mestadels arbetat med egna texter, till exempel monologen Livet kom så plötsligt på Malmö Stadsteater med Petra Brylander.
2009 inleddes ett samarbete med den schweizisk-svenske regissören, dramatikerna och kompositören Erik Gedeon. De två har bland annat samarbetat på sångdramat Ingvar! En musikalisk möbelsaga) (i original: Das Wunder von Schweden), Ewig jung (på svenska som Evigt ung) och Min vän fascisten). 2015–2016 skrev Abrahamsson librettot till operan Sanningen bortom (The truth beyond) tillsammans med den svenske tonsättaren Fredrik Sixten. Uruppförandet skedde i Tübingen i juli 2016 och efter fyra föreställningar där flyttades produktionen till Ystads Teater i augusti samma år för ytterligare sju föreställningar.

### Pjäser (i urval)
- På sin spets - 1991
- Från första världen - 1992
- Dikt och förbannad lögn - 1993
- Hårkorset - 1996
- Rundgång - 1997
- Född fel - 1998
- Stridsspetsen - 2000
- Män med batonger - 2002
- Drakar - 2002
- Gillar du porr? - 2003
- Döden är inget för mig - 2003
- Malmöiter - 2004
- Den ärlige lögnaren - 2005
- Livet kom så plötsligt - 2006
- Camping - 2007
- Das Wunder von Schweden (tillsammans med Erik Gedeon) – 2009 (på svenska 2010 som Ingvar! En musikalisk möbelsaga
- Min vän fascisten (tillsammans med Erik Gedeon) – 2012
- Sanningen Bortom (The Truth Beyond) - opera tillsammans med Fredrik Sixten - 2015-2016
- Socialdemokraterna – the musical, 2023 på Stockholms stadsteater

### Facklitteratur
- Skådespelarnas klassiker - 1997

### Film och TV-manus
- Mannen som log
- Steget efter
- Solstorm
- Den 5:e kvinnan